# Listă de filme rusești din 2007
Aceasta este o listă de filme produse în Federația Rusă în 2007:
| Titlul în engleză       | Titlul în rusă             | Regizor                             | Actori | Gen                              | Note                                                     |
| ----------------------- | -------------------------- | ----------------------------------- | ------ | -------------------------------- | -------------------------------------------------------- |
| 12                      |                            | Nikita Mikhalkov                    |        | Film polițist                    |                                                          |
| 1612                    |                            | Vladimir Khotinenko                 |        | Film istoric/Film fantastic      |                                                          |
| Alexandra               | Александра                 | Aleksandr Sokurov                   |        | Film de război/Film dramatic     | A participat la Festivalul de Film de la Cannes din 2007 |
| The Apocalypse Code     | Код апокалипсиса           | Vadim Shmelyov                      |        | Film de acțiune                  |                                                          |
| The Banishment          | Изгнание                   | Andrey Zvyagintsev                  |        | Drama film                       | A participat la Festivalul de Film de la Cannes din 2007 |
| Cargo 200               | Груз 200                   | Aleksei Balabanov                   |        | Film thriller                    |                                                          |
| Dead Daughters          | Мёртвые дочери             | Pavel Ruminov                       |        | Film de groază                   |                                                          |
| The Fit of Passion      | Аффект                     | Maria Betkina and Arthur Tsymbalyuk |        | Film scurt                       |                                                          |
| The Irony of Fate 2     | Ирония судьбы. Продолжение | Timur Bekmambetov                   |        | Comedie romantică                |                                                          |
| Kilometer Zero          | Нулевой километр           | Pavel Sanaev                        |        | Film de acțiune/Film polițist    |                                                          |
| Konservy                | Консервы                   | Egor Konchalovsky                   |        | Film de acțiune                  |                                                          |
| Mermaid                 | Русалка                    | Anna Melikyan                       |        | Film de comedie-dramatic         | A participat la Festivalul de Film Sundance din 2007     |
| Paragraph 78            | Параграф 78                | Mikhail Khleborodov                 |        | Film de acțiune/Film SF/Thriller |                                                          |
| Rybka                   | Рыбка                      | Sergei Ryabov                       |        | Film de animație                 |                                                          |
| The Sovereign's Servant | Слуга государев            | Oleg Ryaskov                        |        | Film de război                   |                                                          |
| Viking                  | Викинг                     | Stanislav Mareev                    |        | Film de război                   |                                                          |